# الفريسة الباردة 3 (فلم)
الفريسة الباردة 3 (بالإنجليزية: Cold Prey 3) (بالنرويجية:  Fritt vilt III) هو فيلم رعب تم إنتاجه في النرويج وصدر سنة 2010 بطولة إيدا ماري باكرود وكيم إس فالك جورجنسن وجولي روستي وهو الجزء الثالث في سلسلة أفلام الرعب «الفريسة الباردة».

## القصة
قصة الفيلم تدور في الثمانينيات حيث يذهب مجموعة من المراهقين لزيارة فندق مهجور ، فقط ليجدوا أنفسهم مطاردين من قبل قاتل خلال الغابة النرويجية.

## الميزانية والإيرادات
كلف الفيلم قرابة 17 مليون كرون نرويجي وحقق أرباح تقدر بـ 2.2 مليون دولار.

## وصلات خارجية
- مقالات تستعمل روابط فنية بلا صلة مع ويكي بيانات

الفريسة الباردة 3 على IMDb
الفريسة الباردة 3 على Rotten Tomatos